# Mjölöhällen
Mjölöhällen, finska: Kuivapaasi, är en ö i Finland. Den ligger i Finska viken och i kommunen Helsingfors i den ekonomiska regionen  Helsingfors i landskapet Nyland, i den södra delen av landet. Ön ligger nära Helsingfors.
Öns area är 0,8 hektar och dess största längd är 110 meter i öst-västlig riktning.